# Hohekopf (Pfälzerwald)
Der Hohekopf – alternativ Hoher Kopf genannt – ist ein Berg im Pfälzerwald.

## Geographie

### Lage
Der Hohekopf befindet sich innerhalb der Waldgemarkung der Stadt Bad Dürkheim weitab von deren Siedlungsgebiet. Nächstgelegene Siedlungen sind die Ortsgemeinden Neidenfels im Süden und Weidenthal im Westen. Entlang seiner Nordostflanke verläuft der Glashüttentalbach. Benachbarte Berge sind der Mainzer Berg (403,5 m), der Drachenfels (570,8 m) im Nordosten, der Kleine Pfaffenkopf (436,8 m ü. NHN) und der Steinkopf (508 m) im Süden.

### Naturräumliche Zuordnung
1. Großregion 1. Ordnung: Schichtstufenland beiderseits des Oberrheingrabens
2. Großregion 2. Ordnung: Pfälzisch-saarländisches Schichtstufenland
3. Großregion 3. Ordnung: Pfälzerwald
4. Region 4. Ordnung (Haupteinheit): Mittlerer Pfälzerwald
5. Region 5. Ordnung: Tal-Pfälzer-Wald

## Kultur
An seinem Ostfuß befindet sich der Ritterstein 261, der die Aufschrift An der Pottasch-Hütte trägt; er verweist auf den Standort eine früheren Pottaschhütte.

## Tourismus
Entlang der Nordflanke verlaufen der mit einem blauen Balken markierte Fernwanderweg Staudernheim–Soultz-sous-Forêts sowie ein mit einem gelb-roten Balken gekennzeichneter Weg, der von der Burg Lichtenberg bis nach Wachenheim führt.